# Trotteur russe
Trotteur métis
Vous lisez un « bon article » labellisé en 2016.
Le trotteur russe, ou trotteur métis (Русский рысак, soit Rouski ryssak, en russe), est une race de trotteur originaire de Russie. Moins connu que le trotteur d'Orlov, il en descend par métissage avec le trotteur américain, dit Standardbred. La race est reconnue depuis 1927, mais reste en formation durant une bonne partie du XXe siècle. Malgré les nombreux croisements effectués, le trotteur russe est moins rapide que les races européennes et américaines. Ce cheval carrossier est musclé et bien proportionné, mais présente encore des défauts de conformation, tels que des jarrets clos. Essentiellement destiné au trot attelé, il s'est parfois imposé sur les hippodromes internationaux. Il est très répandu en Russie, avec 280 000 sujets répertoriés en 1980 dans l'URSS. En plus de la Russie, la race reste très présente en Biélorussie.

## Dénomination
Le trotteur russe est connu sous plusieurs noms. La FAO considère que le russe ру́сский рыса́к (rouski ryssak) est le nom international le plus commun, mais on trouve aussi le nom ру́сская рыси́стая (rousskaïa ryssistaïa), dans la même langue. En anglais, ce cheval est connu sous le nom désormais obsolète de Russo-American Trotter (« trotteur russo-américain »), et celui de Orlov-American Trotter (« trotteur Orlov-américain »). En français, en plus du nom de « trotteur russe », il arrive que la race soit référencée sous celui de « trotteur métis ».

## Histoire
Le trotteur d'Orlov règne sur les hippodromes russes durant tout le XIXe siècle, puis les premiers trotteurs américains dits « Standardbred » gagnent la Russie à la fin du siècle. Découvrant ce cheval plus rapide que les leurs, les Russes décident de créer une nouvelle race. Développé pour être plus rapide que le classique trotteur Orlov, le trotteur russe descend de 156 étalons Standardbred et 220 juments américaines importés des États-Unis entre 1890 et 1914,,, les importations étant stoppées avec la Première Guerre mondiale et reprises beaucoup plus récemment. Trotteur le plus rapide du monde, le Standardbred est métissé avec le trotteur d'Orlov, produisant de premiers animaux plus rapides que l'Orlov mais de piètre qualité, les trotteurs américains importés n'étant pas parmi les meilleurs sujets de la race. Au fil des années, les métis sont croisés entre eux et l'élevage produit un animal plus grand et de meilleure qualité. 
Le 27 décembre 1919, le fameux trotteur russe Krepysh (ru) est fusillé par les bolcheviks à la gare de Simbirsk, au motif qu'il s'agit d'un « cheval bourgeois ».
Le stud-book de la race est créé en 1927. Après une période de déclin durant la Seconde Guerre mondiale, le trotteur russe est reconnu officiellement en 1945 et retrouve le chemin des hippodromes l'année suivante, un grand show de la race étant organisé en 1946. Les caractéristiques sont fixées en 1950. En 1960, une section pour les croisements avec le Standardbred est créée pour augmenter la vitesse de la race. Des infusions supplémentaires de sang Standardbred et Orlov sont ajoutées chez les meilleurs descendants du métissage depuis cette époque. Ces croisements périodiques se poursuivent. Au début des années 1980, le trotteur russe est présent dans plusieurs haras d'État, et compte plus de 20 000 représentants en race pure.

## Description

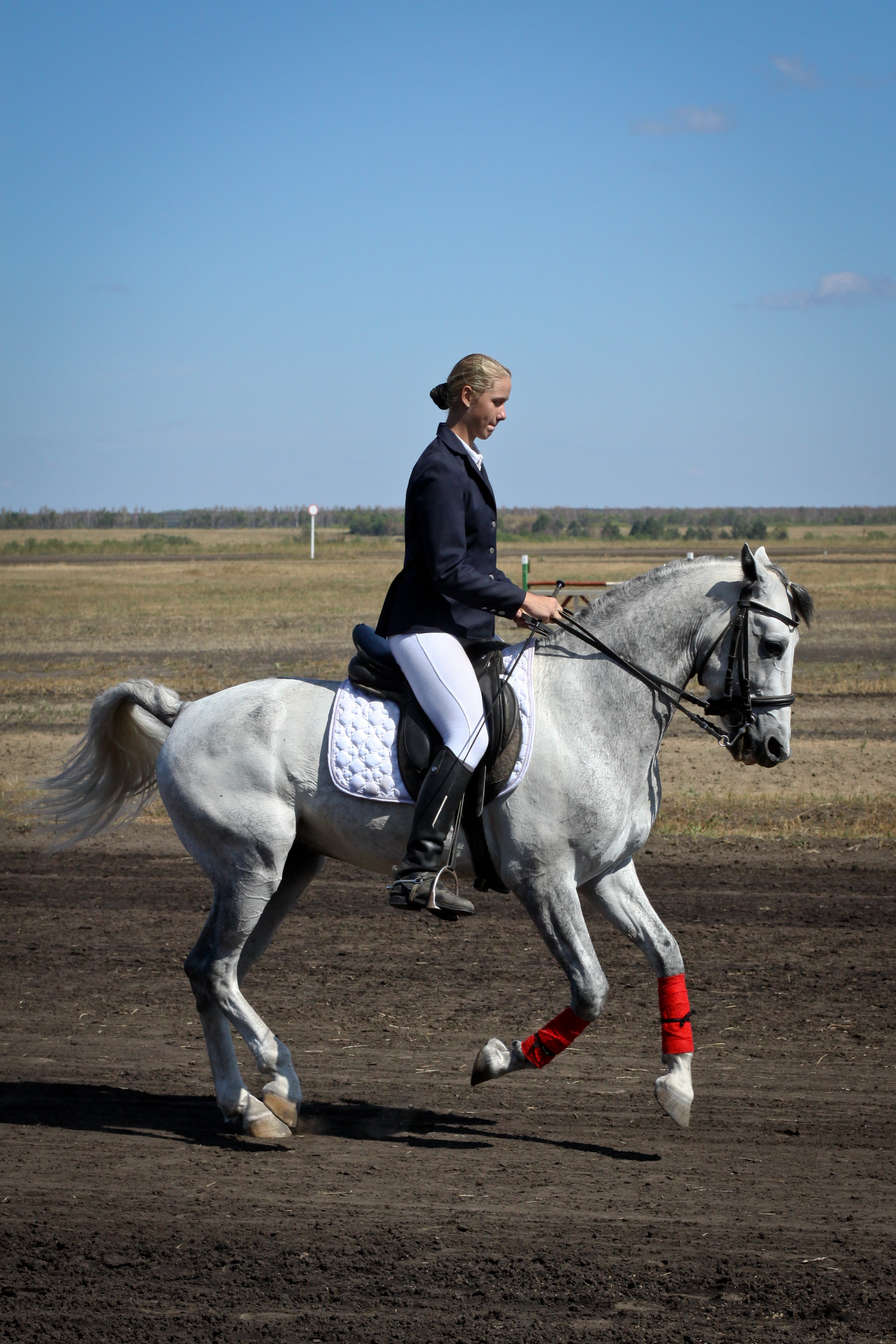
Trotteur russe travaillé sur le plat.

La taille se situe entre 1,61 m et 1,63 m en moyenne. Les mesures réalisées en 1989 pour la FAO donnent une moyenne de 1,61 m pour les mâles et 1,59 m pour les femelles. La longueur du corps est de 1,63 m et le tour de poitrine de 1,85 m, pour un tour de canon de 20,5 cm chez le mâle. Chez la femelle, ces mesures sont de 1,59 m, 1,62 m et 19,8 cm, respectivement.
Le trotteur russe est morphologiquement très proche du Standarbred. Plus efficace que le trotteur d'Orlov, il manque toutefois du raffinement et des qualités de ce dernier. Il présente des défauts de conformation, malgré sa morphologie typique de cheval carrossier. La race reste bien proportionnée et dotée d'une bonne musculature. Il possède une tête assez ordinaire, légère, et dotée d'un profil rectiligne. L'encolure est longue et musclée, les épaules sont longues et tombantes. La poitrine est large et profonde. Les jambes sont solides avec des tendons bien définis, mais ont souvent une conformation cagneuse et des jarrets clos, causant un mouvement de pieds vers l'extérieur. Bien que ce soit techniquement un défaut, il permet d'allonger plus facilement les foulées, et peut être un avantage pour des animaux de course. Les métacarpes sont assez droits, et l'os est généralement trop léger.
La robe est le plus souvent baie, elle peut aussi être alezane, noire, ou plus rarement grise,. 

### Tempérament et entretien
Les animaux sont faciles à former et calmes, mais énergiques en cas de besoin. Le trotteur russe présente une bonne adaptation à des conditions climatiques parfois rudes, puisqu'il est présent de l'Ouest de la Sibérie jusqu'aux pays baltes. la fertilité des juments est d'environ 75 %, l'espérance de vie moyenne de 15 à 17 ans. Le record de longévité de la race appartient à l'étalon Podarok (1935-1964), qui a reproduit jusqu'à l'âge de 28 ans, un an avant sa mort. La jument Mazurka, née en 1954, mourut en 1980 après avoir donné seize poulains.

### Sélection
Les Russes ont mis en place certaines normes générales, y compris une taille minimale de 1,60 m pour les juments et de 1,62 m pour les étalons. Douze lignées différentes ont été identifiées. La gestion des croisements a parfois entraîné des problèmes, tels qu'une réduction de la fertilité et des retards de croissances chez les chevaux trop marqués d'ascendances Standardbred. Un autre problème marque l'histoire du trotteur russe, celui de la consanguinité, qui est montée jusqu'à des taux de 12 % chez certains sujets. En 1973, les recherches s'orientent sur l'augmentation de la vitesse moyenne de la race. En 1980, l'héritabilité des performances fait l'objet d'une autre étude. Les analyses génétiques révèlent que de nombreux animaux sont très éloignés géographiquement de leur région d'origine, une particularité due à la sélection artificielle dont la race fait l'objet.

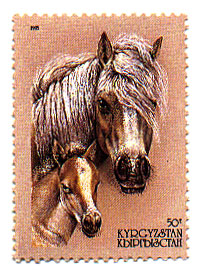
Timbre kirghiz montrant un trotteur russe, 1995.

## Utilisations
Il est essentiellement destiné au trot attelé. Certains trotteurs russes servent d'améliorateurs pour d'autres races. Ils ont participé à la formation du trotteur italien. Il reste globalement moins rapide que les trotteurs européens et américains,, bien que certains représentants de la race aient couru avec succès en Europe. En 1980, il court les 1 600 m en une minute et 59,6 secondes. Une fois réformés des courses, les trotteurs russes peuvent servir de chevaux d'équitation polyvalents.

## Diffusion de l'élevage
Le trotteur russe est considéré par l'étude de l'université d'Uppsala (2010) et par l'évaluation de la FAO de 2007 comme une race transfrontière à diffusion internationale. Malgré sa vaste répartition, il est moins connu que son ancêtre, le trotteur d'Orlov. La race est commune, elle s'élève dans la majorité des régions de l'ex-URSS. Le haras de Dubrovski en Ukraine, celui de Gomeiski en Biélorussie, celui d'Oufa dans l'Oural et celui d'Omsk en Sibérie, entre autres, produisent du trotteur russe,. L'ouvrage Equine Science (4e édition de 2012) classe le Trotteur métis parmi les races de chevaux de selle peu connues au niveau international.
En 1980, le recensement effectué par l'URSS fait état de la présence de 287 267 trotteurs russes, dont 26 803 de pure race. Les animaux sont élevés dans au moins 27 haras. Le recensement de 2003 en Biélorussie donne un chiffre de 134 767 têtes. Le Kirghizistan en compte moins de 100 représentants en 2004, la Lettonie seulement 70 en 2013. Les effectifs de la Lituanie ne sont pas connus. En Ukraine, où le stud-book de la race est reconnu, un comptage très précis est effectué chaque année. De 1 239 en 2009, le cheptel est passé à 629 en 2013, avec une tendance à la baisse.